# Daniël de Jong
Daniël de Jong (ur. 9 lipca 1992 w Rotterdamie) – holenderski kierowca wyścigowy.

## Życiorys

### Formuła Renault 2.0
De Jong karierę rozpoczął w roku 2000 od startów w kartingu. W wyścigach samochodowych zadebiutował w przerwie pomiędzy sezonami 2005 i 2006, kiedy to wziął udział w holenderskich mistrzostwach Endurance.
W samochodach jednomiejscowych zadebiutował w 2008 roku, kiedy to wystartował w pełnym sezonie północnoeuropejskiego pucharu Formuły Renault. Holender punktował we wszystkich ukończonych wyścigach, najlepszą pozycję uzyskując na niemieckim torze w Oschersleben, gdzie zajął szóstą pozycję. Zdobyte punkty sklasyfikowały go na 13. miejscu. Daniel zaliczył również pojedynczy start w Formule Renault WEC, a także w Pucharze NEZ. W pierwszym z nich (na belgijskim torze Spa-Francorchamps) zapunktował w drugim starcie, plasując się na siódmej lokacie (nie był jednak liczony do klasyfikacji, jako że nie był stałym zawodnikiem). W drugim z kolei dwukrotnie stanął na podium, a dzięki uzyskanym punktom w klasyfikacji generalnej znalazł się na 8. miejscu.
W sezonie 2009 startował równoległe zarówno w europejskim, jak i północnoeuropejskim cyklu tej kategorii. W pierwszej z nich nie ukończył aż 8 z 14 startów, natomiast po punkty sięgnął w jednym z wyścigów na torze Hungaroring. W drugiej z serii spisał się znacznie lepiej. Dwukrotnie stanął na najniższym stopniu podium, a owe sukcesy odniósł na niemieckim Nürburgring oraz belgijskim Spa-Francorchamps. Ostatecznie oba seriale zakończył odpowiednio na 25. i 9. pozycji. W przerwie zimowej ponownie wystartował w holenderskich mistrzostwach Endurance.
Sezon 2010 był ostatnim dla Holendra w dwulitrowych pojazdach Formuły Renault. Tym razem jednak skupił się na startach wyłącznie w europejskiej edycji, natomiast w północnoeuropejskim cyklu wziął udział w zaledwie trzech rundach. Już w pierwszy starcie, na torze w Alcanaz, Daniel stanął na średnim stopniu podium. Był to jednak jedyny taki sukces, a w pozostałej części sezonu jego najlepszą pozycją okazało się czwarte miejsce, na innym hiszpańskim obiekcie, pod Barceloną. Dzięki dziewięciu wizytom w strefie punktowej, de Jong zmagania zakończył na 9. lokacie. W Formule Renault NEC 2.0, pomimo sześciu wyścigów, Holender trzykrotnie ustanowił najszybsze okrążenie, a także dwukrotnie stanął na podium. Najlepiej spisał się podczas zmagań, na torze Nürburgring, gdzie dwukrotnie startował z pole position, a w jednym z wyścigów zwyciężył (drugi został odwołany). Zdobyte punkty, rywalizację ukończył na 11. miejscu.

### Formuła Renault 3.5
W roku 2011 Daniel awansował do Formuły Renault 3.5. Debiut w serii nie był udany dla Holendra, którego jedynym sukcesem była lepsza postawa od partnera z zespołu Comtec Racing, Brytyjczyka Daniela McKenzie. De Jong zapunktował w zaledwie jednym wyścigu, który kończył sezon, na torze Circuit de Catalunya, gdzie uplasował się na dziewiątej lokacie. Dzięki dwóm punktom zmagania zakończył na 29. miejscu, a więc ostatnim z punktujących zawodników.

### Auto GP
W 2011 roku dołączył do ekipy MP Motorsport w serii Auto GP. Z dorobkiem 19 punktów uplasował się na 14 pozycji. W następnym sezonie trzykrotnie stanął na podium. Sezon zakończył na piątej pozycji. W sezonie 2013 kontynuował starty z ekipą Manor MP Motorsport. W ciągu 13 wyścigów dwukrotnie stawał na podium. Z dorobkiem 77 punktów uplasował się na siódmej pozycji w klasyfikacji generalnej.

### Seria GP2
W roku 2012 Daniel awansował do serii GP2. Jeżdżąc bolidem Rapax nie zdołał jednak zdobyć punktów. Ostatecznie uplasował się na 26 pozycji. W sezonie 2013 dołączył do ekipy MP Motorsport. W ciągu 22 wyścigów, w których wystartował, ani raz nie stawał na podium. Z dorobkiem trzech punktów uplasował się na 24 pozycji w klasyfikacji generalnej.
Na sezon 2014 Holender przedłużył kontrakt z holenderską ekipą MP Motorsport. Wystartował łącznie w 22 wyścigach i dwukrotnie zdobywał punkty - był dziesiąty w głównych wyścigach w Belgii i Abu Zabi. Uzbierał łącznie dwa punkty, które zapewniły mu 28. miejsce w końcowej klasyfikacji kierowców.
W drugim roku startów nie odnotował progresu wyników. Jedyny punkt za dziesiątą lokatę uzyskał w pierwszym wyścigu na węgierskim Hungaroringu. Podczas głównego wyścigu na belgijskim torze Spa-Francorchamps z dużą prędkością uderzył w bandę w zakręcie Blanchimont po kolizji z Francuzem Pierre Gaslym. W konsekwencji odniósł kontuzję pleców. Do rywalizacji powrócił we włoskim zespole Trident Racing na dwie ostatnie eliminacje sezonu, na torze Sakhir oraz Yas Marina. Nie zdobył jednak punktów, najlepszy rezultat odnotowując w drugim starcie, gdzie był czternasty. Ostatecznie został sklasyfikowany na 23. pozycji.

## Wyniki

### GP2
| Legenda oznaczeń w tabelach wyników Wyświetl szablon na nowej stronie | Legenda oznaczeń w tabelach wyników Wyświetl szablon na nowej stronie                                                                     |
| Oznaczenie                                                            | Wyjaśnienie |
| --------------------------------------------------------------------- | --- |
| Złoty                                                                 | Zwycięzca lub mistrzostwo |
| Srebrny                                                               | 2. miejsce lub wicemistrzostwo |
| Brązowy                                                               | 3. miejsce lub II wicemistrzostwo |
| Zielony                                                               | Ukończył, punktował (w klasyfikacji generalnej, gdy zdobył co najmniej jeden punkt na przestrzeni sezonu, poza trzema powyższymi opcjami) |
| Niebieski                                                             | Ukończył, nie punktował (w klasyfikacji generalnej, gdy nie zdobył co najmniej jednego punktu na przestrzeni sezonu)                      |
| Czerwony                                                              | Nie zakwalifikował się (NZ) |
| Czerwony                                                              | Nie prekwalifikował się (NPK) |
| Różowy                                                                | Nie ukończył (NU) |
| Różowy                                                                | Niesklasyfikowany (NS) (w klasyfikacji generalnej, gdy nie został sklasyfikowany w żadnym wyścigu sezonu)                                 |
| Czarny                                                                | Zdyskwalifikowany (DK) |
| Czarny                                                                | Wykluczony (WYK/EX) |
| Biały                                                                 | Nie wystartował (NW) |
| Biały                                                                 | Kontuzjowany (K/INJ) |
| Biały                                                                 | Wyścig odwołany (OD/C) |
| Bez koloru                                                            | Został wycofany (WYC/WD) |
| Bez koloru                                                            | Nie przybył (NP/DNA) |
| Bez koloru                                                            | Nie brał udziału w treningach (NT/DNP) |
| Bez koloru                                                            | Nie został zgłoszony (–) |
| Pogrubienie                                                           | Start z pole position |
| Kursywa                                                               | Najszybsze okrążenie wyścigu |
| †                                                                     | Nie ukończył, ale jego rezultat został zaliczony ze względu na przejechanie więcej niż 90% dystansu wyścigu.                              |
| *                                                                     | Sezon w trakcie |
| 1/2/3                                                                 | Punktowana pozycja w sprincie kwalifikacyjnym                                                                                             |
| Lista systemów punktacji Formuły 1                                    | |

| Rok  | Zespół        | Wyniki w poszczególnych eliminacjach | Wyniki w poszczególnych eliminacjach | Wyniki w poszczególnych eliminacjach | Wyniki w poszczególnych eliminacjach | Wyniki w poszczególnych eliminacjach | Wyniki w poszczególnych eliminacjach | Wyniki w poszczególnych eliminacjach | Wyniki w poszczególnych eliminacjach | Wyniki w poszczególnych eliminacjach | Wyniki w poszczególnych eliminacjach | Wyniki w poszczególnych eliminacjach | Wyniki w poszczególnych eliminacjach | Wyniki w poszczególnych eliminacjach | Wyniki w poszczególnych eliminacjach | Wyniki w poszczególnych eliminacjach | Wyniki w poszczególnych eliminacjach | Wyniki w poszczególnych eliminacjach | Wyniki w poszczególnych eliminacjach | Wyniki w poszczególnych eliminacjach | Wyniki w poszczególnych eliminacjach | Wyniki w poszczególnych eliminacjach | Wyniki w poszczególnych eliminacjach | Wyniki w poszczególnych eliminacjach | Wyniki w poszczególnych eliminacjach | Punkty | Pozycja |
| ---- | ------------- | ------------------------------------ | ------------------------------------ | ------------------------------------ | ------------------------------------ | ------------------------------------ | ------------------------------------ | ------------------------------------ | ------------------------------------ | ------------------------------------ | ------------------------------------ | ------------------------------------ | ------------------------------------ | ------------------------------------ | ------------------------------------ | ------------------------------------ | ------------------------------------ | ------------------------------------ | ------------------------------------ | ------------------------------------ | ------------------------------------ | ------------------------------------ | ------------------------------------ | ------------------------------------ | ------------------------------------ | ------ | ------- |
| 2012 | Rapax         | MAL                                  | MAL                                  | BHR                                  | BHR                                  | BHR                                  | BHR                                  | ESP                                  | ESP                                  | MON                                  | MON                                  | VAL                                  | VAL                                  | GBR                                  | GBR                                  | DEU                                  | DEU                                  | HUN                                  | HUN                                  | BEL                                  | BEL                                  | ITA                                  | ITA                                  | SIN                                  | SIN                                  | 0      | 26      |
| 2012 | Rapax         | -                                    | -                                    | -                                    | -                                    | -                                    | -                                    | -                                    | -                                    | -                                    | -                                    | 16                                   | 9                                    | NU                                   | 13                                   | -                                    | -                                    | 15                                   | 19                                   | 13                                   | 11                                   | -                                    | -                                    | -                                    | -                                    | 0      | 26      |
| 2013 | MP Motorsport | MAL                                  | MAL                                  | BHR                                  | BHR                                  | ESP                                  | ESP                                  | MON                                  | MON                                  | GBR                                  | GBR                                  | DEU                                  | DEU                                  | HUN                                  | HUN                                  | BEL                                  | BEL                                  | ITA                                  | ITA                                  | SIN                                  | SIN                                  | ARE                                  | ARE                                  |                                      |                                      | 3      | 24      |
| 2013 | MP Motorsport | NU                                   | 14                                   | NU                                   | 18                                   | 16                                   | 18                                   | 10                                   | 9                                    | 22                                   | 18                                   | 15                                   | NU                                   | 12                                   | NU                                   | NU                                   | 17                                   | 11                                   | 19                                   | 17                                   | 7                                    | 19                                   | 17                                   |                                      |                                      | 3      | 24      |
| 2014 | MP Motorsport | BHR                                  | BHR                                  | ESP                                  | ESP                                  | MON                                  | MON                                  | AUT                                  | AUT                                  | GBR                                  | GBR                                  | DEU                                  | DEU                                  | HUN                                  | HUN                                  | BEL                                  | BEL                                  | ITA                                  | ITA                                  | RUS                                  | RUS                                  | ARE                                  | ARE                                  |                                      |                                      | 2      | 28      |
| 2014 | MP Motorsport | 11                                   | 11                                   | NU                                   | 19                                   | 11                                   | NU                                   | 19                                   | 21                                   | 19                                   | 14                                   | NU                                   | 16                                   | 14                                   | 18                                   | 10                                   | 13                                   | NU                                   | 9                                    | 14                                   | 19                                   | 10                                   | NU                                   |                                      |                                      | 2      | 28      |
| 2015 |               | BHR                                  | BHR                                  | ESP                                  | ESP                                  | MON                                  | MON                                  | AUT                                  | AUT                                  | GBR                                  | GBR                                  | HUN                                  | HUN                                  | BEL                                  | BEL                                  | ITA                                  | ITA                                  | RUS                                  | RUS                                  | BHR                                  | BHR                                  | ARE                                  |                                      |                                      |                                      | 1      | 23      |
| 2015 | MP Motorsport | 18                                   | 13                                   | 15                                   | 9                                    | 12                                   | 12                                   | 21                                   | 12                                   | 11                                   | 26                                   | 10                                   | NU                                   | NU                                   | INJ                                  | -                                    | -                                    | -                                    | -                                    | -                                    | -                                    | -                                    |                                      |                                      |                                      | 1      | 23      |
| 2015 | Trident       | -                                    | -                                    | -                                    | -                                    | -                                    | -                                    | -                                    | -                                    | -                                    | -                                    | -                                    | -                                    | -                                    | -                                    | -                                    | -                                    | -                                    | -                                    | 19                                   | 14                                   | NU                                   |                                      |                                      |                                      | 1      | 23      |
| 2016 | MP Motorsport | ESP                                  | ESP                                  | MON                                  | MON                                  | AZE                                  | AZE                                  | AUT                                  | AUT                                  | GBR                                  | GBR                                  | HUN                                  | HUN                                  | GER                                  | GER                                  | BEL                                  | BEL                                  | ITA                                  | ITA                                  | MAL                                  | MAL                                  | ARE                                  | ARE                                  |                                      |                                      | 6      | 21      |
| 2016 | MP Motorsport | 14                                   | 17                                   | 9                                    | 11                                   | 8                                    | 14                                   | 14                                   | 20                                   | 19                                   | 16                                   | 15                                   | 11                                   | NU                                   | 16                                   | 17                                   | 16                                   | 16                                   | 19                                   | 17                                   | NU                                   | –                                    | –                                    |                                      |                                      | 6      | 21      |

### Formuła Renault 3.5
| Legenda oznaczeń w tabelach wyników Wyświetl szablon na nowej stronie | Legenda oznaczeń w tabelach wyników Wyświetl szablon na nowej stronie                                                                     |
| Oznaczenie                                                            | Wyjaśnienie |
| --------------------------------------------------------------------- | --- |
| Złoty                                                                 | Zwycięzca lub mistrzostwo |
| Srebrny                                                               | 2. miejsce lub wicemistrzostwo |
| Brązowy                                                               | 3. miejsce lub II wicemistrzostwo |
| Zielony                                                               | Ukończył, punktował (w klasyfikacji generalnej, gdy zdobył co najmniej jeden punkt na przestrzeni sezonu, poza trzema powyższymi opcjami) |
| Niebieski                                                             | Ukończył, nie punktował (w klasyfikacji generalnej, gdy nie zdobył co najmniej jednego punktu na przestrzeni sezonu)                      |
| Czerwony                                                              | Nie zakwalifikował się (NZ) |
| Czerwony                                                              | Nie prekwalifikował się (NPK) |
| Różowy                                                                | Nie ukończył (NU) |
| Różowy                                                                | Niesklasyfikowany (NS) (w klasyfikacji generalnej, gdy nie został sklasyfikowany w żadnym wyścigu sezonu)                                 |
| Czarny                                                                | Zdyskwalifikowany (DK) |
| Czarny                                                                | Wykluczony (WYK/EX) |
| Biały                                                                 | Nie wystartował (NW) |
| Biały                                                                 | Kontuzjowany (K/INJ) |
| Biały                                                                 | Wyścig odwołany (OD/C) |
| Bez koloru                                                            | Został wycofany (WYC/WD) |
| Bez koloru                                                            | Nie przybył (NP/DNA) |
| Bez koloru                                                            | Nie brał udziału w treningach (NT/DNP) |
| Bez koloru                                                            | Nie został zgłoszony (–) |
| Pogrubienie                                                           | Start z pole position |
| Kursywa                                                               | Najszybsze okrążenie wyścigu |
| †                                                                     | Nie ukończył, ale jego rezultat został zaliczony ze względu na przejechanie więcej niż 90% dystansu wyścigu.                              |
| *                                                                     | Sezon w trakcie |
| 1/2/3                                                                 | Punktowana pozycja w sprincie kwalifikacyjnym                                                                                             |
| Lista systemów punktacji Formuły 1                                    | |

| Rok  | Zespół        | Wyniki w poszczególnych eliminacjach | Wyniki w poszczególnych eliminacjach | Wyniki w poszczególnych eliminacjach | Wyniki w poszczególnych eliminacjach | Wyniki w poszczególnych eliminacjach | Wyniki w poszczególnych eliminacjach | Wyniki w poszczególnych eliminacjach | Wyniki w poszczególnych eliminacjach | Wyniki w poszczególnych eliminacjach | Wyniki w poszczególnych eliminacjach | Wyniki w poszczególnych eliminacjach | Wyniki w poszczególnych eliminacjach | Wyniki w poszczególnych eliminacjach | Wyniki w poszczególnych eliminacjach | Wyniki w poszczególnych eliminacjach | Wyniki w poszczególnych eliminacjach | Wyniki w poszczególnych eliminacjach | Punkty | Pozycja |
| ---- | ------------- | ------------------------------------ | ------------------------------------ | ------------------------------------ | ------------------------------------ | ------------------------------------ | ------------------------------------ | ------------------------------------ | ------------------------------------ | ------------------------------------ | ------------------------------------ | ------------------------------------ | ------------------------------------ | ------------------------------------ | ------------------------------------ | ------------------------------------ | ------------------------------------ | ------------------------------------ | ------ | ------- |
| 2011 | Comtec Racing | ARA                                  | ARA                                  | BEL                                  | BEL                                  | ITA                                  | ITA                                  | MON                                  | DEU                                  | DEU                                  | HUN                                  | HUN                                  | GBR                                  | GBR                                  | FRA                                  | FRA                                  | CAT                                  | CAT                                  | 2      | 29      |
| 2011 | Comtec Racing | 19                                   | 15                                   | NU                                   | NU                                   | 14                                   | 14                                   | 19                                   | 16                                   | 19                                   | 16                                   | 18                                   | 18                                   | NU                                   | 20                                   | 12                                   | 16                                   | 9                                    | 2      | 29      |

### Podsumowanie
| Sezon   | Seria                                          | Zespół                | Wyścigi | Zwycięstwa | PP | NO | Podium | Punkty | Poz. koń. |
| ------- | ---------------------------------------------- | --------------------- | ------- | ---------- | -- | -- | ------ | ------ | --------- |
| 2005–06 | Holenderskie Zimowe Mistrzostwa Endurance      |                       |         | 0          |    |    |        |        | 227       |
| 2008    | Północnoeuropejski Puchar Formuły Renault 2.0  | MP Motorsport         | 16      | 0          | 0  | 0  | 0      | 119    | 13        |
| 2008    | Formuła Renault NEZ 2.0                        |                       | 2       | 1          | 2  | 0  | 2      | 46     | 8         |
| 2008    | Zachodnioeuropejski Puchar Formuły Renault 2.0 | MP Motorsport         | 2       | 0          | 0  | 0  | 0      | 0      | NS†       |
| 2009    | Europejska Formuła Renault                     | MP Motorsport         | 14      | 0          | 0  | 0  | 0      | 3      | 25        |
| 2009    | Północnoeuropejski Puchar Formuły Renault 2.0  | MP Motorsport         | 14      | 0          | 0  | 0  | 2      | 164    | 9         |
| 2009–10 | Holenderskie Zimowe Mistrzostwa Endurance      | De Heus by Bas Koeten | 1       | 0          | 0  | 0  | 0      | 10     | 100       |
| 2010    | Europejska Formuła Renault                     | MP Motorsport         | 16      | 0          | 0  | 0  | 1      | 48     | 9         |
| 2010    | Północnoeuropejski Puchar Formuły Renault 2.0  | MP Motorsport         | 6       | 1          | 2  | 3  | 2      | 105    | 11        |
| 2011    | Formuła Renault 3.5                            | Comtec Racing         | 17      | 0          | 0  | 0  | 0      | 2      | 29        |
| 2011    | Auto GP                                        | MP Motorsport         | 6       | 0          | 0  | 0  | 0      | 19     | 14        |
| 2012    | Auto GP World Series                           | Manor MP Motorsport   | 16      | 0          | 0  | 3  | 3      | 104    | 5         |
| 2012    | Seria GP2                                      | Rapax                 | 8       | 0          | 0  | 0  | 0      | 0      | 5         |
| 2013    | Auto GP World Series                           | Manor MP Motorsport   | 13      | 0          | 0  | 0  | 2      | 77     | 7         |
| 2013    | Seria GP2                                      | Manor MP Motorsport   | 22      | 0          | 0  | 0  | 0      | 3      | 24        |
| 2014    | Seria GP2                                      | MP Motorsport         | 22      | 0          | 0  | 1  | 0      | 2      | 28        |
| 2014    | Acceleration - MW-V6 Pickup Series             | Team Netherlands      | 6       | 1          | 1  | 1  | 2      | 70     | 4         |
| 2015    | Seria GP2                                      | MP Motorsport         | 17      | 0          | 0  | 0  | 0      | 1      | 23        |
| 2015    | Seria GP2                                      | Trident               | 17      | 0          | 0  | 0  | 0      | 1      | 23        |
| 2016    | Seria GP2                                      | MP Motorsport         | 22      | 0          | 0  | 0  | 0      | 6      | 21        |

† – De Jong nie był liczony do klasyfikacji.